# Victor Larchandet
Victor Larchandet (Desnes, 29 december 1863 - Nice, 8 november 1936) was een Frans rugbyspeler.

## Carrière
Larchandet speelde in zijn studententijd rugby en werd tweemaal landskampioen van Frankrijk. Tijdens de Olympische Zomerspelen 1900 werd hij met zijn ploeggenoten kampioen. 

## Erelijst

### Rugby
- 1900:  Olympische Zomerspelen
- 1900: landskampioen met Racing Club
- 1902: landskampioen met Racing Club